# Альфонсово
Альфонсово (пол. Alfonsowo) — село в Польщі, у гміні Ясенець Груєцького повіту Мазовецького воєводства.
Населення — 34 особи (2011).
У 1975—1998 роках село належало до Радомського воєводства.

## Демографія
Демографічна структура станом на 31 березня 2011 року:
|          | Загалом | Допрацездатний вік | Працездатний вік | Постпрацездатний вік |
| -------- | ------- | ------------------ | ---------------- | -------------------- |
| Чоловіки | 19      | 6                  | 11               | 2                    |
| Жінки    | 15      | 3                  | 10               | 2                    |
| Разом    | 34      | 9                  | 21               | 4                    |